# Enciclopèdia Salvat
L'Enciclopèdia Salvat és una obra de consulta elaborada per Salvat Editors amb experiència reconeguda en l'elaboració de diccionaris i obres de consulta en diversos nivells.
És una obra ordenada alfabèticament, en la que s'ofereixen continguts centrats en les àrees bàsiques del coneixement. La seva col·lecció es compon de 20 volums impresos amb més de 16.000 pàgines il·lustrades.

## Editorial Salvat
Aquesta editorial fou fundada el 1869 a Barcelona. Forma part de la multinacional francesa HACHETTE LIVRE i està disponible a Espanya, Portugal, Brasil, Argentina, Mèxic, Xile i Perú.
Ofereix productes focalitzats a diferents segments de la població i per tant, respon a diferents interessos: segments infantils, col·leccionismes masculí i femení, de figures, modelisme, còmics i llibres.
Dins aquesta varietat de productes, l'Editorial Salvat coopera amb altres llicències prestigioses tals com: Marvel, Disney, Hello Kitty, entre d'altres.

## Història
El 1906 l'editorial Salvat inicia la seva primera publicació amb Diccionario enciclopédico popular ilustrado en 12 volums, que s'allargaria fins al 1914.
A partir d'aquell moment, han anat editant nombroses enciclopèdies generals entre les quals destaca per la seva qualitat, el "Diccionario enciclopédico Salvat" en 20 volums.
El 1923, quan l'empresa passà a anomenar-se definitivament Salvat Editors, publicà algunes de les obres més difoses, com el Diccionari de la Llengua Catalana (1910), la História del Arte (1914), la História del Mundo (1926) de Josep Pijoan, la Enciclopedia Agrícola Wery (1928), el Atlas Geográfico Salvat (1928), etc.
Totes aquestes publicacions van ser precedents de l'Enciclopèdia Salvat o Diccionario Enciclopédico Salvat Universal (en la seva primera edició).
El 1965, Salvat fou pionera del canal fascicles amb Monitor, la primera enciclopèdia moderna del mercat, que es presentà a si mateixa com una obra amb una finalitat ben definida: "ser útil i ser eficaç". El 1969, coincidint amb la commemoració del centenari de l'empresa, es publicà la primera edició del Diccionario Enciclopédico Salvat Universal. La primera edició de l'Enciclopèdia Salvat.
A mitjans de la dècada de 1970 publicà en català el diccionari enciclopèdic Salvat Català (1974-77), en 8 volums, i la Història de Catalunya (1978-79), en 6 volums.

## L'enciclopèdia
L'Enciclopèdia Salvat en els seus orígens ordenà el saber en publicacions temàtiques: cuina, geografia, etc. Més endavant es convertí en una enciclopèdia alfabètica que ordenà les àrees bàsiques del saber: Física, Química, Biologia, Ecologia, Matemàtiques, Filosofia i Religió, Medicina, Llengua i Literatura, Història i Geografia, Art, Tecnologia, Informàtica, etc.
En totes elles, una sèrie d'articles amplis, estructurats en capítols, redactats en un llenguatge directe, clar i concís, proporcionant informació essencial i remetent a altres veus que completen o amplien la matèria tractada, complint amb la missió d'orientar la recerca de l'usuari.
La col·lecció enciclopèdica comprèn 20 volums impresos amb més de 16.000 pàgines amb il·lustracions. La seva última actualització compta amb un exclusiu sistema de sumaris per temes i connexió de veus relacionades, amb un nou disseny i maquetació.